# Trogloctenus
Trogloctenus là một chi nhện trong họ Ctenidae.